# Ivaniš Vlatković
Ivaniš Vlatković (u. 1473.), hrvatski ratnik i diplomat iz plemenitaške obitelji Vlatkovića. Unuk je Jurja Radivojevića i Vladike, unuke kralja Dabiše. On i brat mu Vučić poveljom kralja Ostoje vladaju prostorom između Neretve i Cetine. Juraj je imao sinove Pavla, Nikolu i Vlatka. Najstariji sin bio je vojvoda, a mlađa braća naslov knezova. Ivanišev otac bio je Vlatko, po kojem su potomci dobili naziv Vlatkovića. Ivaniševa braća bili su Marko, Žarko, Bartolomej, Tadija, Radivoj i Andrija (Augustin). Ivaniš je važio kao najugledniji i najspominjaniji, a nosio je naslov vojvode. Puni naslov na latinskom bio je Johannis Humski perpetui comitis de Wrathar ac vayvode terre Humie et de Hliuna, što je značilo da je bio gospodar srednjovjekovnog grada Vratara, vojvoda Humske zemlje i Livna.
Kad je Vladislav Hercegović Kosača ustao 29. ožujka 1452. protiv oca, hercega, uz njega su u Humu bili mati Jelena, baka i Ivaniš Vlatković. Uz pomoć kralja Tomaša i Petra Vojsalića zauzeli su Blagaj, Tođevac, Vratar u Sutjesci, dva grada na Neretvi, Vjenčac u Nevesinju, Imotski, Kruševac i Novi u Luci. Tako je početkom travnja čitav Hum bio u njihovim rukama.
Nakon što je pala 1471. važna utvrda Počitelj, preselio se također u zagrebačku županiju i nastanio se u Gorama. Bio je poslanik kralja Matije turskom sultanu. Poslije njegove smrti, udovica mu se sklonila u Ston. Zbog toga se pretpostavlja da je umro na Krajini.